# Мікеле Новаро
Мікеле Новаро (італ. Michele Novaro; 23 грудня 1818, Генуя — 21 жовтня 1885, Генуя) — італійський оперний співак (тенор) і композитор, відомий, перш за все, як автор музики Державного гімну Італії.
Народився в сім'ї працівників оперного театру Карло Феліче, племінник головного сценографа театру Мікеле Канціо. Вивчав композицію в Генуї. Дебютував як співак в кінці 1830-х рр. на сцені генуезької опери, потім з 1847 року працював в Турині, в тому числі в Театрі Реджіо, виконуючи також обов'язки хормейстера. Особливо часто виступав в операх Гаетано Доніцетті, кілька разів виїжджав з гастрольними виступами до Відня. У 1864 році він заснував «Церкву Корале Пополаре» та працював в ній як викладач. Протягом 1870-х рр. періодично виступав в Генуї як оперний диригент, в 1874 році диригував власною оперою-буффа «Лікар мимоволі» (ліг. O mego pe forza, на генуезькому діалекті, текст Ніколо Бачігалупо, за мотивами однойменної комедії Мольєра).
Новаро помер у злидня 20 жовтня 1885. Він був похований на Монументальному кладовищі Стальєно в Генуї.
Найбільш важлива частина спадщини Новаро — патріотичні пісні, створені ним в 1847–1848 рр., в період революційного підйому в Сардинському королівстві, і одухотворені ідеями Джузеппе Гарібальді. Одна з таких пісень, «Пісня італійців» (італ. Il Canto degli Italiani) на слова Гоффредо Мамелі, написана в 1847 році, завоювала надалі значну популярність і з 1946 року використовувалася як неофіційний гімн Італії, а в 2006 році була затверджена офіційно.